# Sonet 107 (William Szekspir)

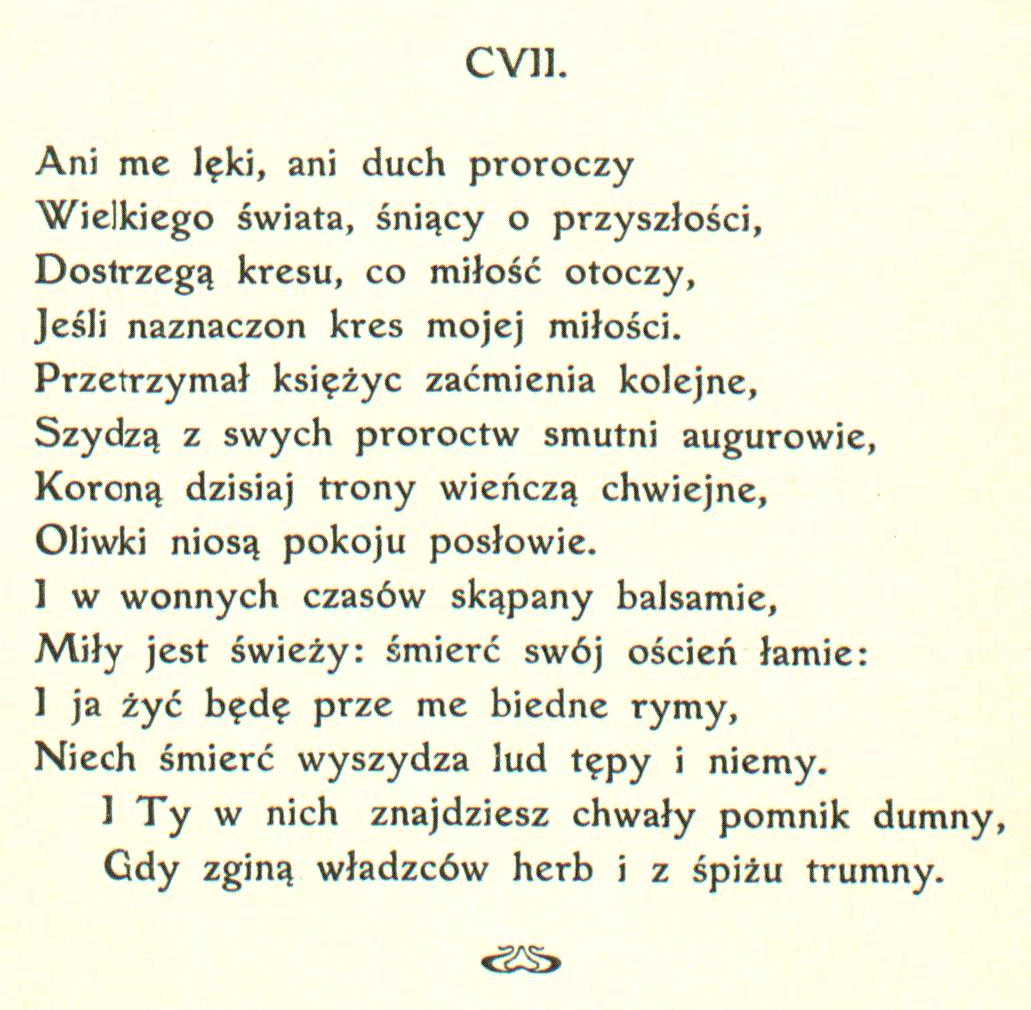
Pierwszy przekład sonetu 107 na język polski przez ks. Marię Sułkowską z 1913 roku.

Not mine own fears, nor the prophetic soul

Of the wide world dreaming on things to come,

Can yet the lease of my true love control,

Suppos’d as forfeit to a confin’d doom.

The mortal moon hath her eclipse endur’d,

And the sad augurs mock their own presage;

Incertainties now crown themselves assur’d,

And peace proclaims olives of endless age.

Now with the drops of this most balmy time

My love looks fresh, and Death to me subscribes,

Since, spite of him, I’ll live in this poor rhyme,

While he insults o’er dull and speechless tribes:

And thou in this shalt find thy monument,

When tyrants’ crests and tombs of brass are spent.

Ni strach mój własny, ni prorocze dusze

Wielkiego świata, rzeczy przyszłych wieszcze,

Mogą mi głosić, że pożegnać muszę

Mą wierną miłość, dzisiaj żywą jeszcze.

Ziemski nasz księżyc przebył czas zaćmienia,

Kpiąc mówi prorok o proroctwie swojem,

W pewność się wszelka niepewność przemienia,

Gałąź oliwna wiecznym lśni pokojem,

Miłość mą wielbią balsamiczne rosy

Chwili dzisiejszej; wbrew śmierci żyć dalej

Będę w mym rymie ubogim; jej kosy

Cios niechże głuchych i niemych powali!

Ty w nim mieć będziesz monument tak trwały,

Ze spiże władców przy nim w proch skruszały.

Sonet 107 (NOt mine owne feares,nor the prophetick ſoule) – jeden z cyklu 154 sonetów autorstwa Williama Szekspira. Po raz pierwszy został opublikowany w 1609 roku.
Sonety 104 i 107 są interpretowane jako mogące mieć bezpośredni związek z biografią Szekspira i zawierające informacje pozwalające na datowanie okresu ich powstania. 

## Treść
W sonecie tym podmiot liryczny, przez niektórych badaczy utożsamiany z autorem, wychwala piękność młodzieńca, zapewniając go po raz kolejny o nieśmiertelności, którą da im obu ten sonet.
Zaćmienie, o którym pisze poeta, może się odnosić do rzeczywistego zjawiska astronomicznego (w tym okresie obserwowano zaćmienie Księżyca w 1595 oraz w 1605 roku oraz zaćmienie Słońca w październiku 1605 roku), lub też symbolicznym odbiciem pogłosek o ciężkiej chorobie Elżbiety I (1599) bądź symbolem następstwa śmierci (1603). Wielu, w tym sama królowa, uważało wówczas, że po jej śmierci nastąpi upadek anglikanizmu oraz Królestwa Anglii.

## Polskie przekłady
| 1913 |  | Ani me lęki, ani duch proroczy             |  | Maria Sułkowska     | [ 12 ] |
| 1922 |  | Ni strach mój własny, ni prorocze dusze    |  | Jan Kasprowicz      | [ 13 ] |
| 1964 |  | Kto przyszłość poznał, czyli duszę świata  |  | Jarosław Rymkiewicz | [ 14 ] |
| 1968 |  | Ni własne me obawy, ni całego świata       |  | Marian Hemar        | [ 15 ] |
| 1979 |  | Ni me obawy, ni dusza prorocza             |  | Maciej Słomczyński  | [ 16 ] |
| 2011 |  | Ni własne moje trwogi, ni dar przeczuwania |  | Stanisław Barańczak | [ 6 ]  |
| 2015 |  | Ni lęki moje, ni wieszcze zdolności        |  | Ryszard Długołęcki  | [ 17 ] |